# Sanktuarium Matki Bożej Bolesnej w Prudniku
Sanktuarium Matki Bożej Bolesnej – sanktuarium wraz z klasztorem, które znajdowało się na Kaplicznej Górze w Prudniku. Zbudowane w 1753, uszkodzone w wyniku działań wojennych w 1945 i zburzone w pierwszych latach powojennych.

## Historia

### Pustelnia
W 1729 Adam Rupprich – mieszkaniec Prudnika – po odbyciu pielgrzymki do Rzymu i wstąpieniu w bazylice świętych Kosmy i Damiana do III Zakonu św. Franciszka, po powrocie do Prudnika postanowił zamieszkać na odludziu i zostać pustelnikiem. Jako swoją siedzibę wybrał oddaloną od zabudowań miasta i otoczoną lasem Kapliczną Górę. Wzniesienie należało wówczas do Hoffmanna – właściciela Lipna, który dał Rupprichowi zgodę na osiedlenie się. Rupprich był wspierany przez prudnicki ród Weidingerów. Za wstawiennictwem cesarskiego pocztmistrza Sigismunda Weidingera oraz pisarza zbożowego Friedricha Weidingera, katolicki magistrat zezwolił Rupprichowi na wykorzystanie drewna ze starego kościoła parafialnego pod budowę pustelni na Kaplicznej Górze.
Rupprich spędził samotnie 11 lat na Kaplicznej Górze. Po tym, jak podczas jego nieobecności złodzieje okradli pustelnię, postanowił zamieszkać tu wraz z Jakobem Fistelem. W 1743 rajca miejski Paul Ernst Weidinger sen. przeznaczył na ich utrzymanie 500 guldenów. Pustelnikom zezwolono na odprawianie przynajmniej jednej mszy ofiarnej w miesiącu. W tym celu wzniesiono drewnianą kaplicę, którą poświęcił arcykapłan Georg Vietz. Pierwsze nabożeństwo na Kaplicznej Górze odprawiono w czerwcu 1744. W tym samym roku do Ruppricha i Fistela dołączył trzeci pustelnik – Fidelis, a nadzór nad pustelnią sprawował duchowny świecki Smiskal. Adam Rupprich zmarł w 1749 podczas podróży do Rzymu.

### Inspektorat kapucynów
Z inicjatywy Paula Ernsta Weidingera sen., 10 czerwca 1750 położono kamień węgielny pod nową kaplicę, której budowę ukończono we wrześniu 1751. Weidinger zmarł przed zakończeniem budowy, dokończył ją jego syn – Paul Ernst Weidinger jun. Po nieudanych próbach pozyskania na inspektora księdza świeckiego Weidinger wystarał się, aby inspektorat nad Kapliczną Górą przejęli kapucyni z klasztoru w Prudniku. Zarząd finansowy powierzono zwierzchnikowi świeckiemu, natomiast kontrole miał sprawować miejscowy arcykapłan. Weidinger przekazał urzędowi duchownemu 3000 guldenów na utrzymanie pustelników oraz 600 guldenów na utrzymania kościoła.
Przekazanie kapucynom nadzoru nad pustelnikami nastąpiło 7 grudnia 1751. Postanowiono, że w przypadku braku kandydatów na pustelników klasztor będzie funkcjonować jako filia parafii w Prudniku. Zachowane zostały także biskupie prawa do Kaplicznej Góry, która pozostawała pod bezpośrednią jurysdykcją biskupa. Poza świętami Matki Bożej Bolesnej oraz św. Onufrego nie wolno było odprawiać w kaplicy żadnych publicznych nabożeństw. W niedziele i święta mogła mieć miejsce jedynie cicha msza. Pierwszymi pustelnikami pod opieką kapucynów byli: Fidelis, Jacobonus z Czech oraz Othmar.

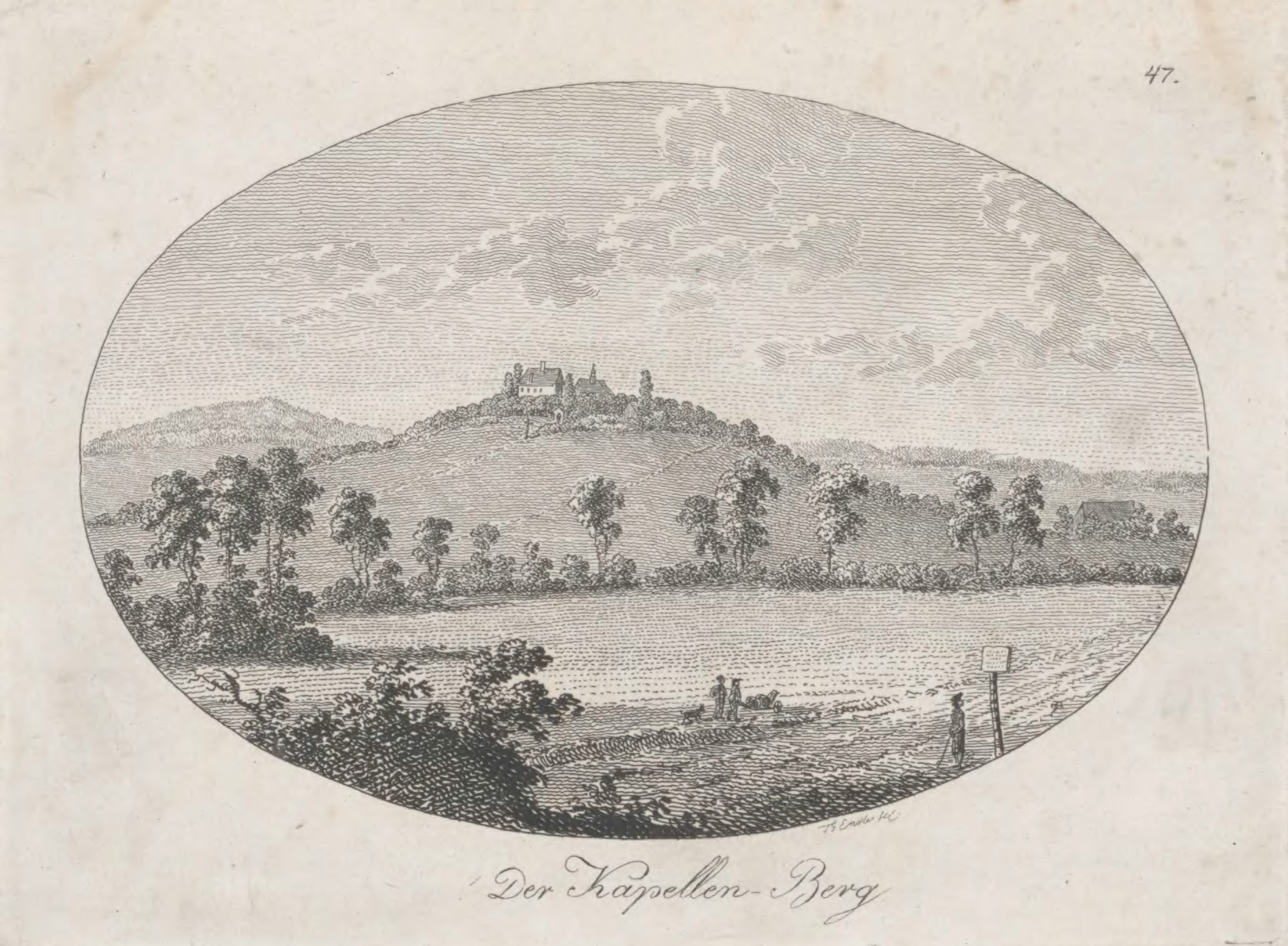
Rysunek Kaplicznej Góry autorstwa F.G. Endlera (1801)

Wzgórze zyskiwało religijną popularność wśród wiernych z okolicznych miejscowości. Z czasem pogarszał się stan pustelni, a kaplica wymagała rozbudowy. Z tego powodu, w marcu 1752, Paul Ernst Weidinger jun. prosił u ministra Śląska o królewskie pozwolenie na budowę. Jeszcze w kwietniu tego samego roku w nowym kościele odbyła się pierwsza msza. W 1573 obiekt został poświęcony ku czci Matki Bożej Bolesnej oraz św. Onufrego. Poświęcenia dokonał prudnicki proboszcz Vietz w obecności proboszcza Lubrzy i Dytmarowa oraz czterech wikariuszy. Za pozwoleniem biskupa książęcego w sanktuarium można było odprawiać msze niedzielne i świąteczne. W kwietniu 1753 położono kamień węgielny pod nową pustelnię. Andreas Müller, właściciel Lipna, podarował kapucynom teren pod ogród i sad, a także ufundował duży krzyż nad pustelnią. Nowy, większy i masywniejszy kościół przyciągał katolików z całej okolicy. W 1758 roku do sakramentu spowiedzi na Kaplicznej Górze przystąpiło 10000 osób. Kościół otrzymał rangę kaplicy hospicyjnej. Ze względu na bliskość granicy, część pielgrzymów stanowili Austriacy.
Od 1764 w klasztorze przebywało na stałe trzech kapucynów. Pierwszym przeorem został Othmar. Za jego czasów powstał sad oraz pierwsza droga krzyżowa, którą poświęcono w 1754. W 1771 zmarł Paul Ernst Weidinger jun., został uroczyście pochowany w rodzinnej krypcie pod kaplicą. Za kadencji przeora Sabinusa utworzono bibliotekę, w kościele wybudowano chór organowy, a także ukończono budowę tzw. Kapliczki Oliwnej.
28 lutego 1779 podczas ostrzału Prudnika w czasie wojny o sukcesję bawarską na Kaplicznej Górze stacjonował austriacki batalion i pułk dragonów wraz z działami. W sierpniu tego samego roku klasztor odwiedził cesarz Austrii Józef II Habsburg.

### Zakład poprawczy dla duchownych
30 października 1810 król Fryderyk Wilhelm III podpisał edykt sekularyzacyjny. Pod koniec listopada radca wojenny Schüller odczytał prudnickim kapucynom treść edyktu, zgodnie z którym hospicjum wraz z całym majątkiem miało się stać własnością króla Prus. Administratorem Kaplicznej Góry został agent handlowy Höptner. W 1811 zabroniono odprawiania tam publicznych mszy, a kolejni kapucyni opuścili klasztor. Ostatnim zakonnikiem, który pozostał na Kaplicznej Górze do listopada 1817, był gwardian kapucynów – Wenzel Vietz.
Decyzją króla Prus, 16 maja 1813 kaplicę oraz pustelnię wraz z całym majątkiem przekazano miejskiemu kościołowi parafialnemu. Ówczesny burmistrz Prudnika, Emanuel Weidinger, złożył propozycję utworzenia tu filii zakładu poprawczego dla duchownych. W 1817 magistrat sprzedał za 600 talarów niemieckich władzom biskupim kaplicę wraz z zabudową klasztorną. W kolejnym roku nastąpiło przeniesienie na Kapliczną Górę zakładu poprawczego dla duchownych w Grodkowie. Pierwszym inspektorem zakładu został pochodzący z Lubnowa Franz Polke. Jednym z inspektorów zakładu był ostatni śląski kapucyn – Bonawentura Menzel. Następcą Menzla był Karl Spöttel, za którego kadencji wzniesiono nowy dom dla księży, a klasztorny ogród otoczono murem.

### Kierownictwo franciszkanów

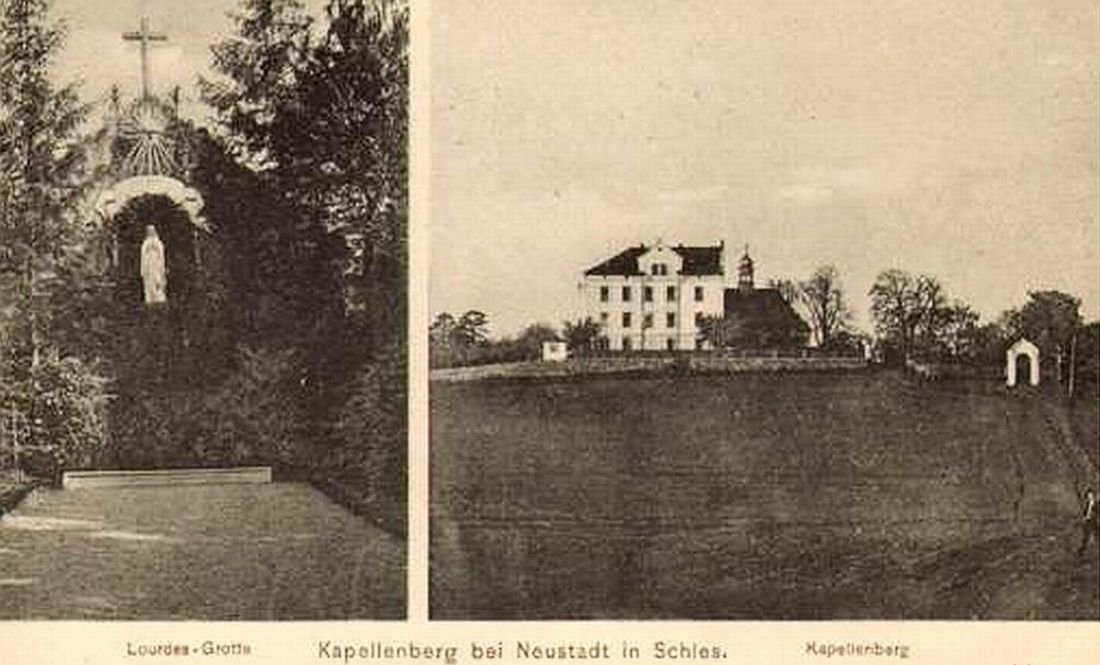
Sanktuarium z grotą lurdzką

Władze biskupstwa wrocławskiego zdołały sprowadzić w 1869 do klasztoru franciszkanina Piusa Bocka jako inspektora. Bock rozpoczął prace rewitalizacyjne, jego staraniom wyremontowano kościół, pozyskano nowe organy i wyposażono ołtarze boczne. W wyniku kulturkampfu klasztor pozostał niezamieszkany przez 7 lat. Ponowne otwarcie zakładu poprawczego nastąpiło w 1886, a rok później rząd pozwolił franciszkanom na legalną działalność. W latach 1888–1892 na północnych i wschodnim zboczu Kaplicznej Góry rozmieszczono 14 stacji drogi krzyżowej. W 1897 poświęcono Grotę Lurdzką po południowo-zachodniej stronie.

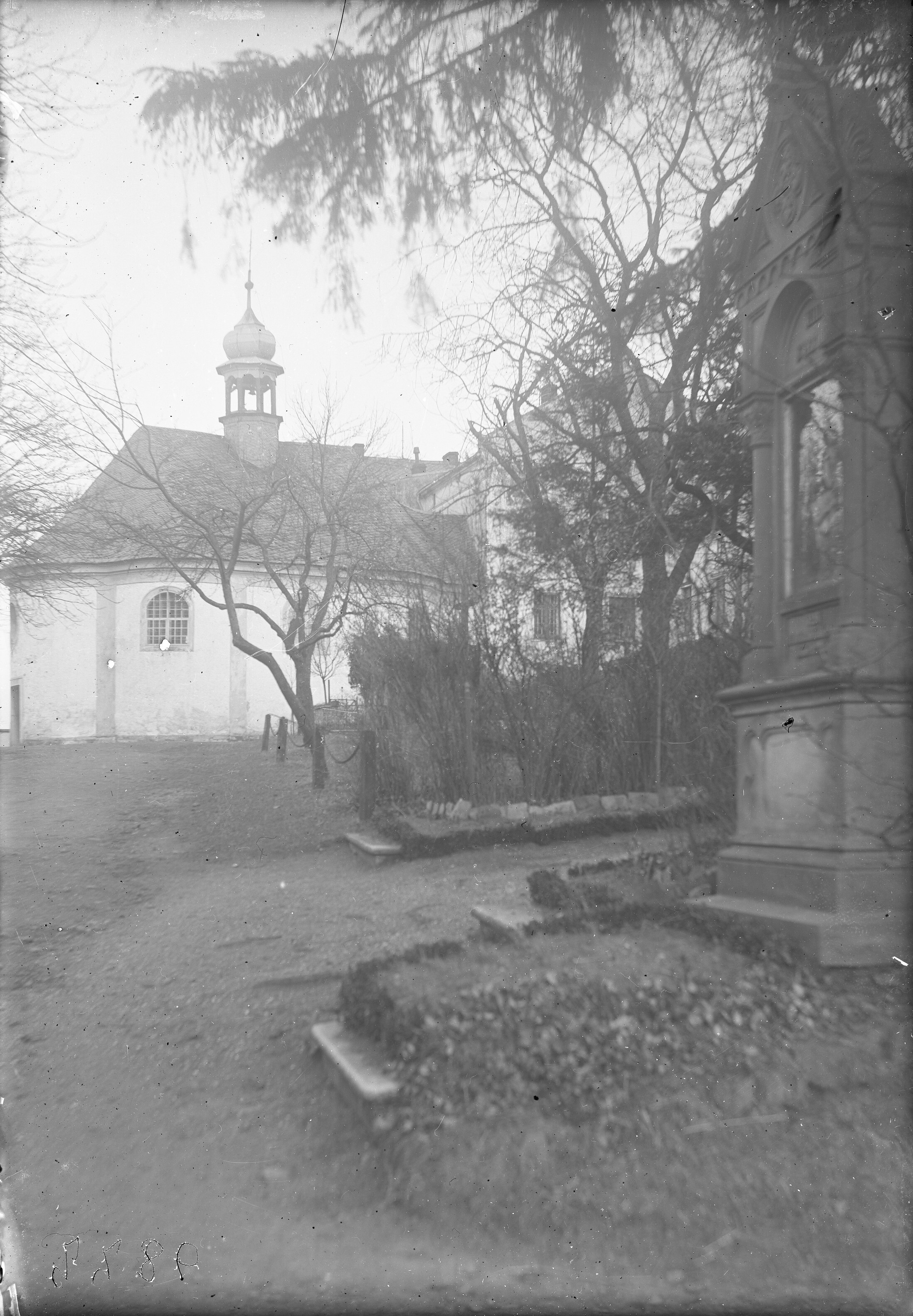
Sanktuarium przed II wojną światową

Na początku XX wieku dokonano znaczącej rewitalizacji kościoła, domu dla księży, kapliczki oliwnej, groty lurdzkiej oraz drogi krzyżowej. W 1922 w nabożeństwie ku czci Matki Bożej Bolesnej w klasztorze uczestniczyło ok. 2000 osób. Do klasztoru często przybywali mieszkańcy Chocimia, Dębowca i Wieszczyny, którzy nie mieli własnego kościoła.

### II wojna światowa

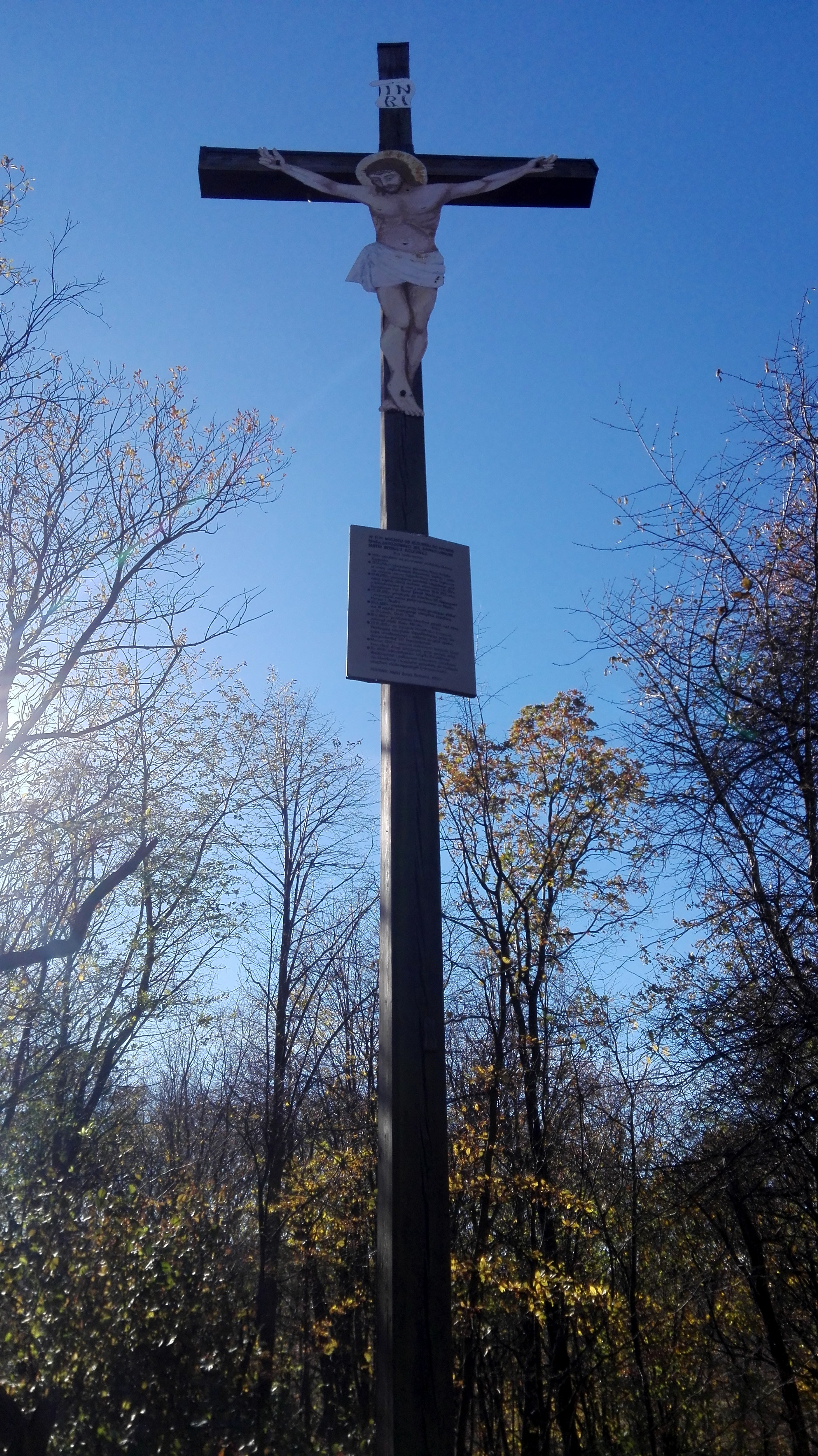
Pamiątkowy krzyż w miejscu sanktuarium

W czasie walk o Prudnik wiosną 1945 roku na Kaplicznej Górze przed żołnierzami Armii Czerwonej bronił się Wehrmacht, oddziały Volksstrumu, Hitlerjugend i żandarmeria. Sanktuarium zostało częściowo zniszczone przez ostrzały artyleryjskie. W okresie PRL-u większość pozostałości zabudowań na Kaplicznej Górze zniszczono. Jeszcze na początku lat 90. stała tu ostatnia kapliczka, którą potem przewrócono. W ostatnich latach XX wieku na Kapliczną Górę zwieziono gruz i ziemię, zasypując fragmenty ruin klasztoru. Z inicjatywy dominikanina Edwarda Olecha oraz ks. Zygmunta Nabzdyka, w 1992 szczycie Kaplicznej Góry postawiono pamiątkowy krzyż z tablicą przedstawiającą historię sanktuarium.

## Zabudowa
Rokokowa świątynia położona była na wzgórzu, otoczona lasem i przyozdobiona klombami. Miała proporcje 16 m wysokości, ok. 9 m szerokości i 6 m wysokości. Kopułowata wieżyczka kaplicy zwieńczona była podwójnym krzyżem. Nad głównym wejściem znajdował się obraz Matki Bożej Bolesnej, który miał przypominać, komu jest poświęcona świątynia. W 1908 za pozwoleniem kardynała Georga von Koppa po zewnętrznej, wschodniej stronie kaplicy, nad wejściem do krypty zamontowano marmurową tabliczkę z napisem „Rodzinna krypta Weidingerów”.
Wnętrze kaplicy posiadało sklepienie kolebkowe oraz sześć okien, przy czym było wyposażone bogato i artystycznie. Oprócz głównego ołtarza, poświęconego Matce Bożej Bolesnej, znajdowały się tu cztery ołtarze boczne – ołtarz serca Jezusowego, św. męczennika Filumena, bractwa kapłańskiego, a także ołtarz św. Antoniego.
Dom dla księży wznosił się w miejscu, gdzie wcześniej znajdowało się hospicjum kapucynów, w kierunku wschodnim od kaplicy. Gabinet przyjęć przyozdobiony był dwoma portretami: fundatora kaplicy oraz hospicjum – radcy komercyjnego Paula Ernsta Weidingera oraz jego małżonki Beaty.
Na wschód i północ od domu dla księży znajdowały się dwa ogrody. Ze stromego zbocza przed tzw. „ogrodem kuchennym kapucynów” roztaczał się widok na Dolinę Prudnika. W północnej i wschodniej części rozmieszczone było 14 stacji drogi krzyżowej, które w lesie tworzyły półkole wokół góry. Na dwunastą stację składały się trzy duże krzyże z figurami Jezusa Chrystusa, „złego łotra” i „dobrego łotra”. Przed nimi znajdowały się kamienne figurki Marii oraz św. Jana. Czternastą stację, po południowej stronie kaplicy, stanowiła otoczona bluszczem grota, w której przedstawiono scenę opłakiwania ciała Chrystusa. Grota lurdzka znajdowała się na południowo-zachodnim zboczu góry.

Pozostałości po sanktuarium Matki Bożej Bolesnej na Kaplicznej Górze
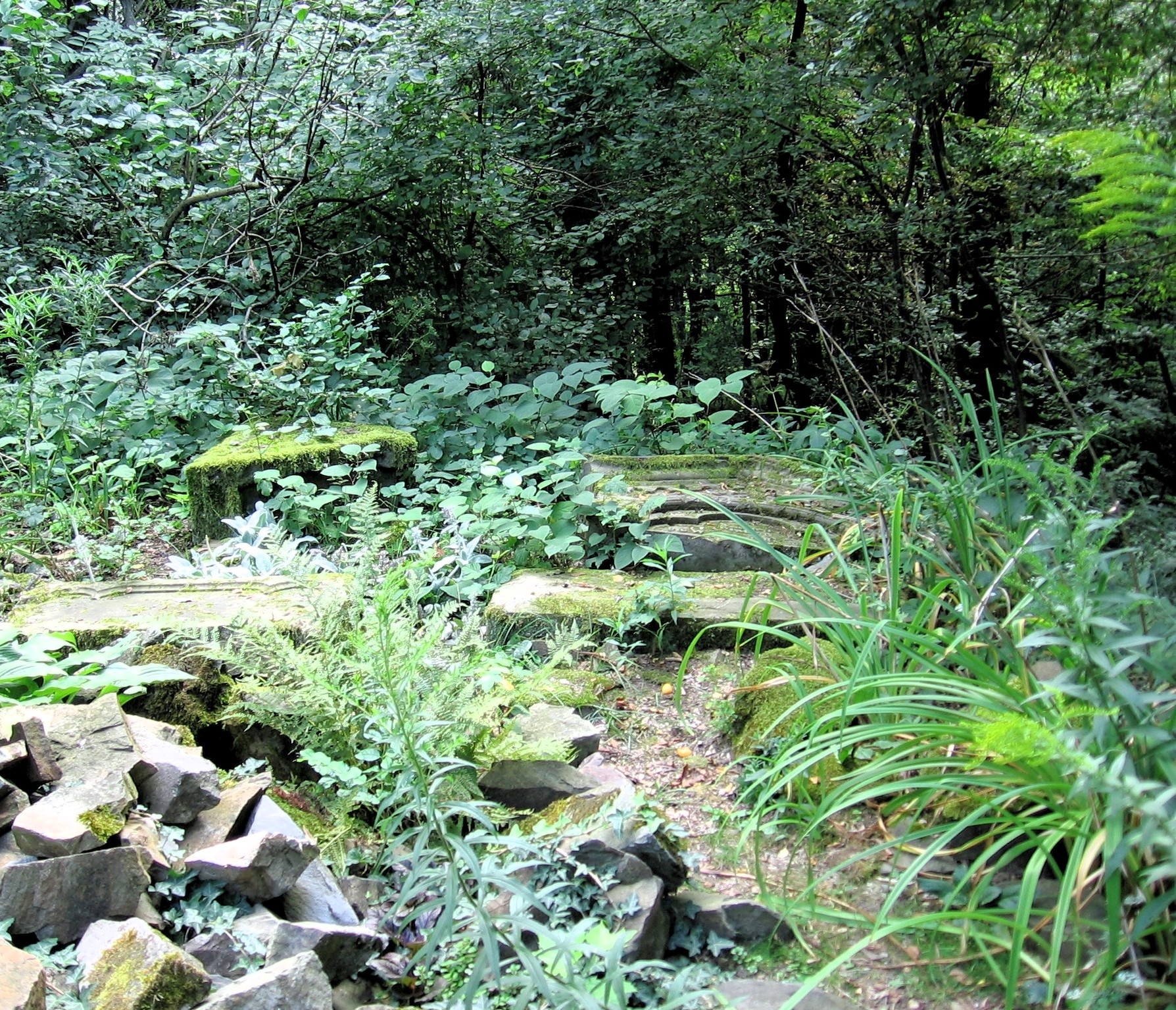
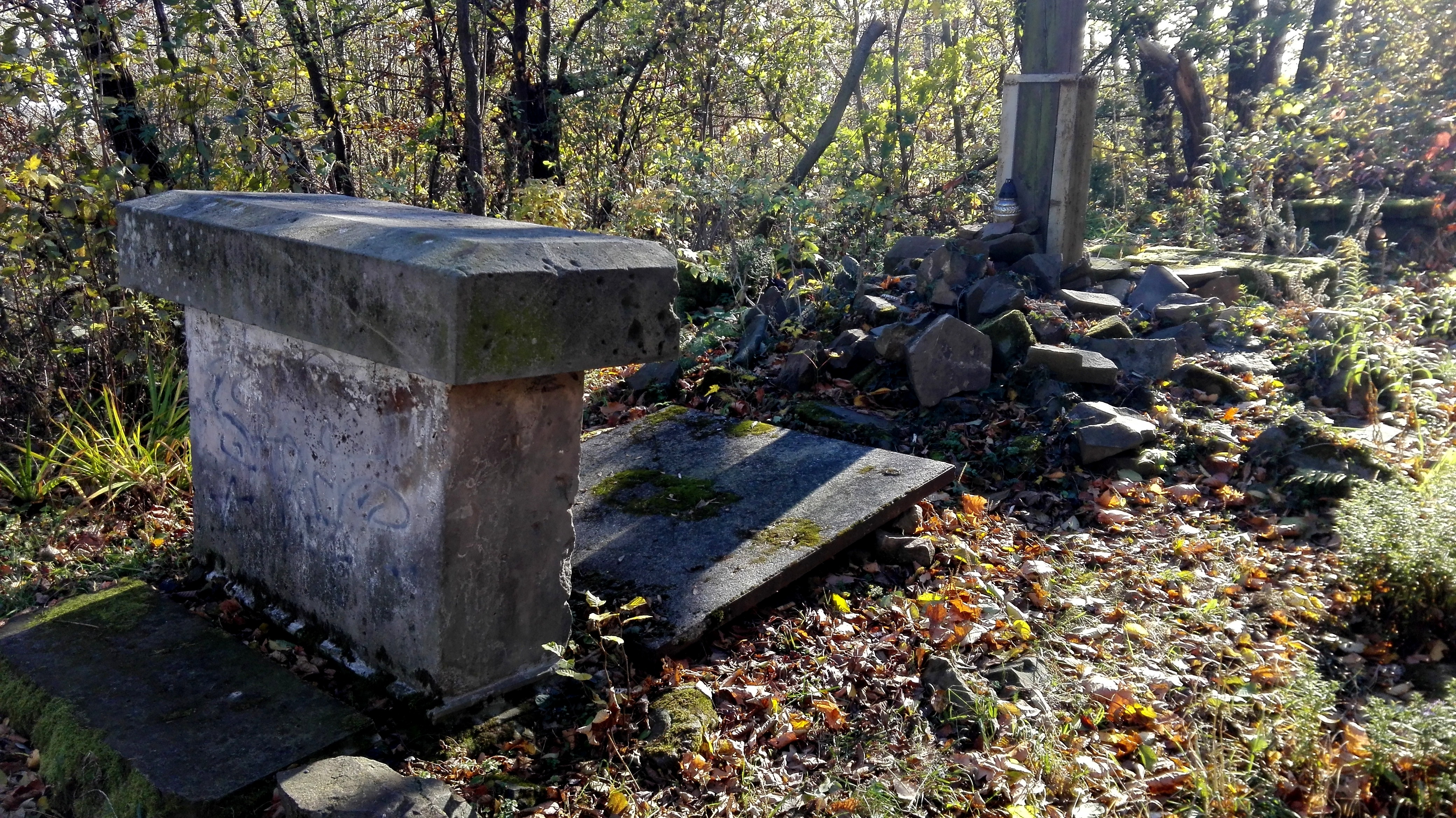
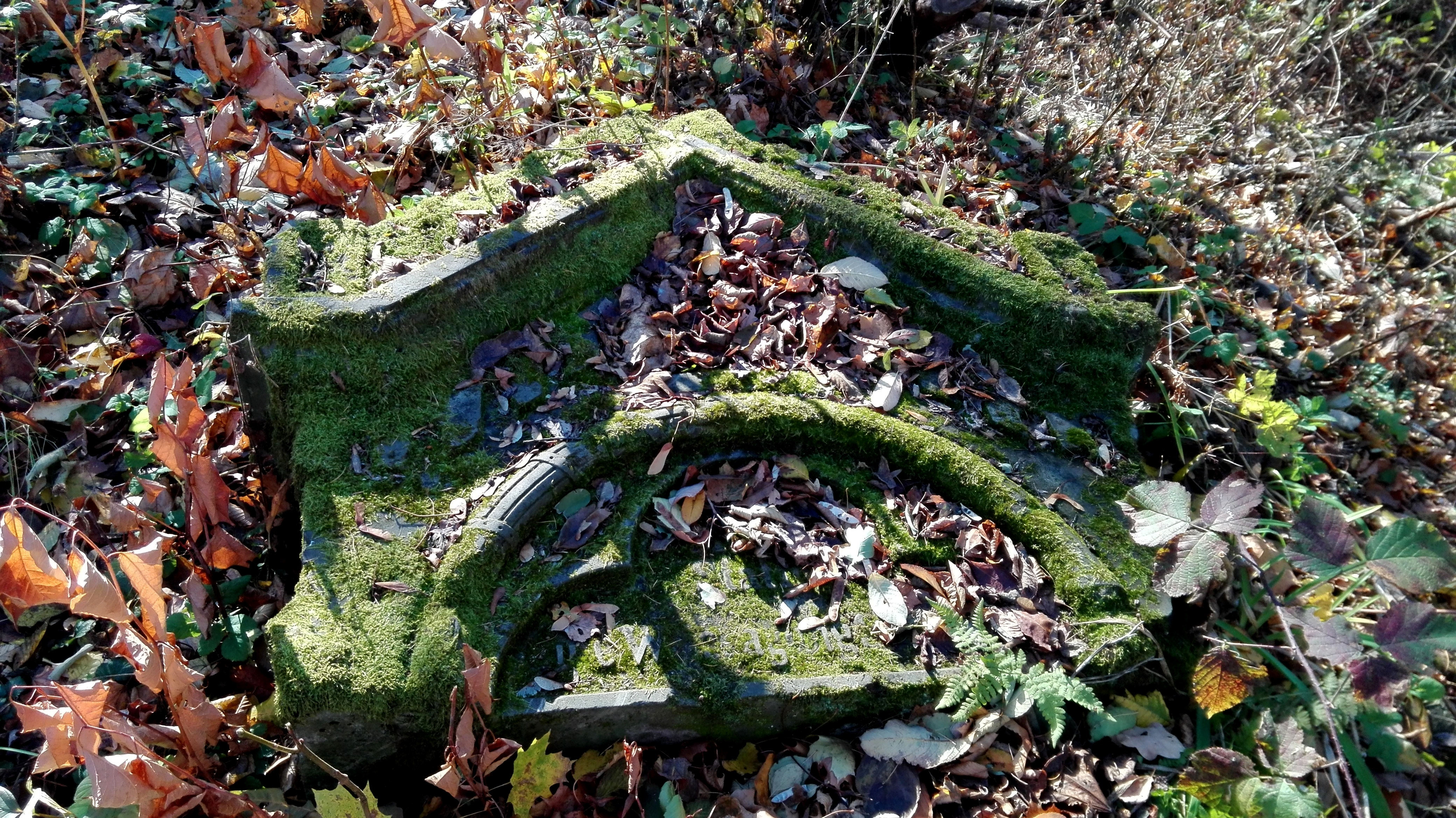
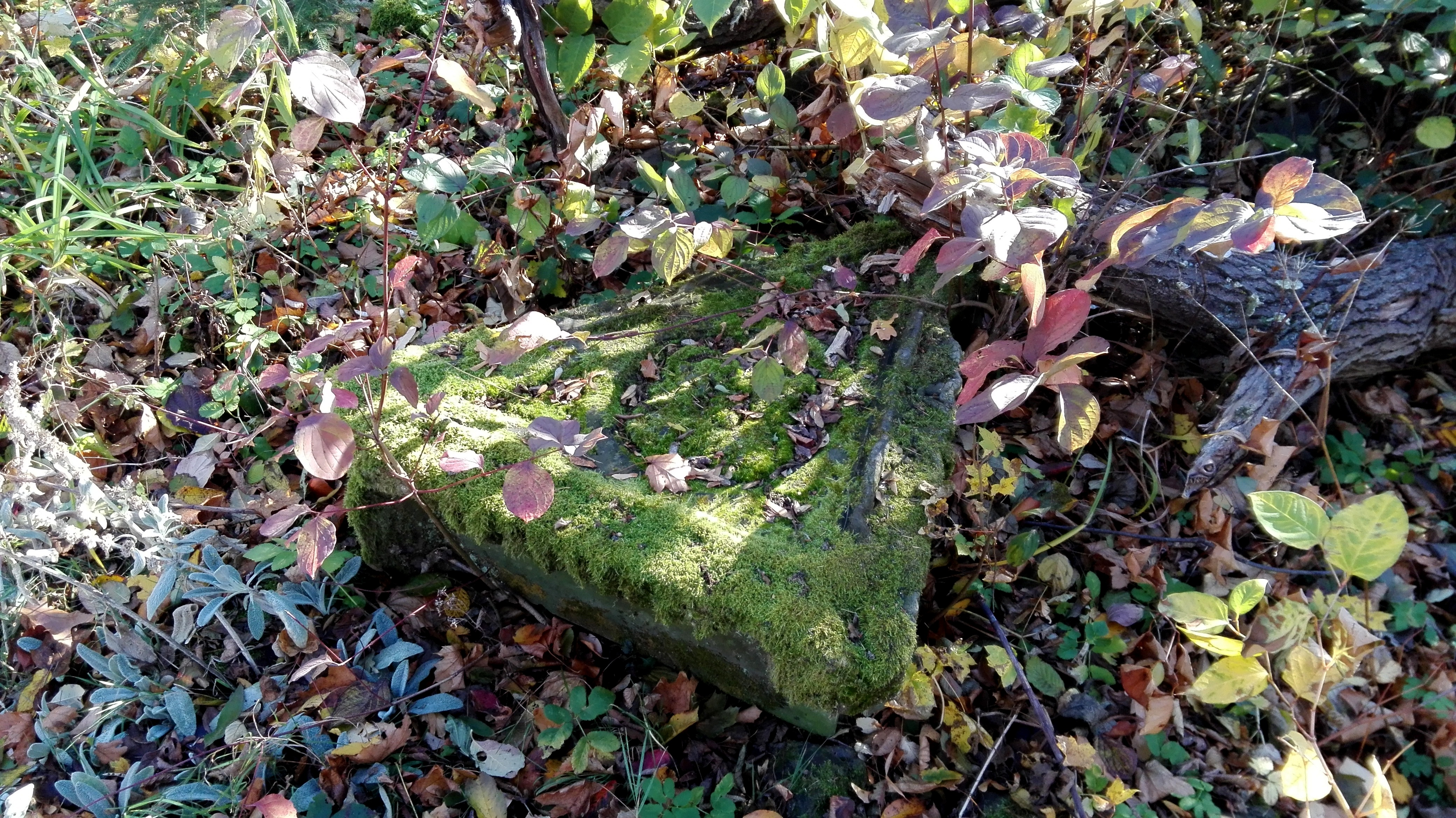
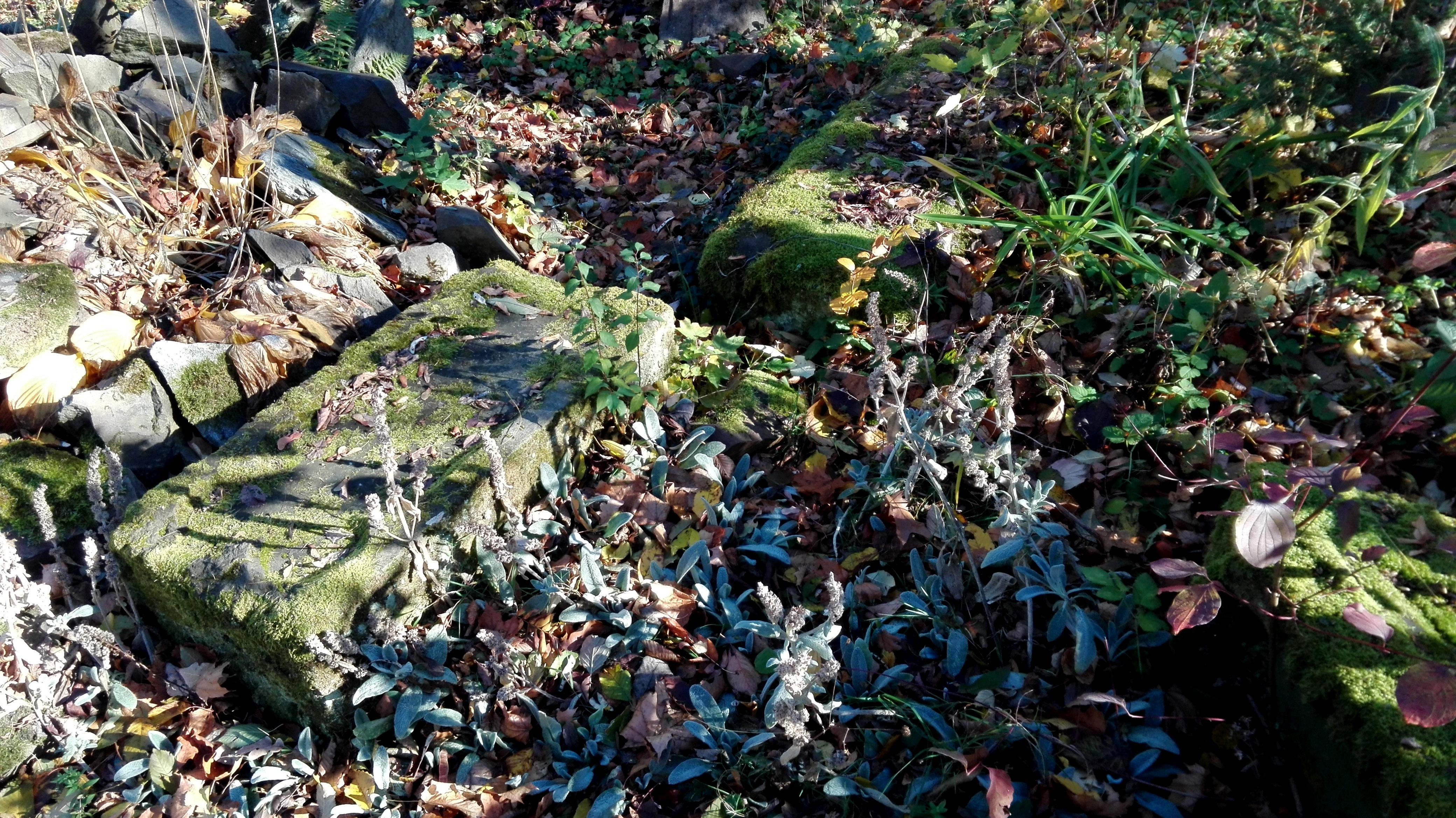
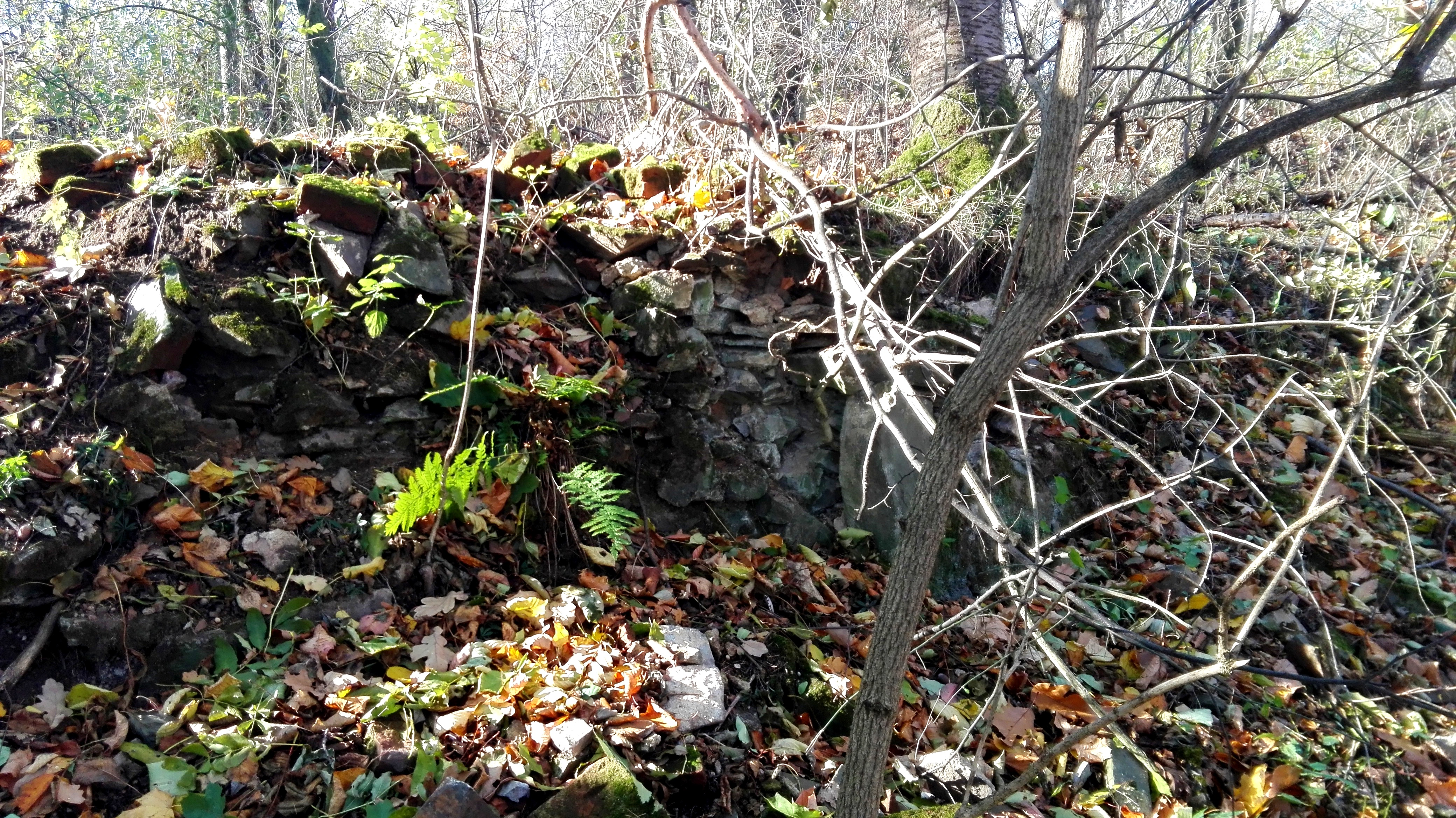
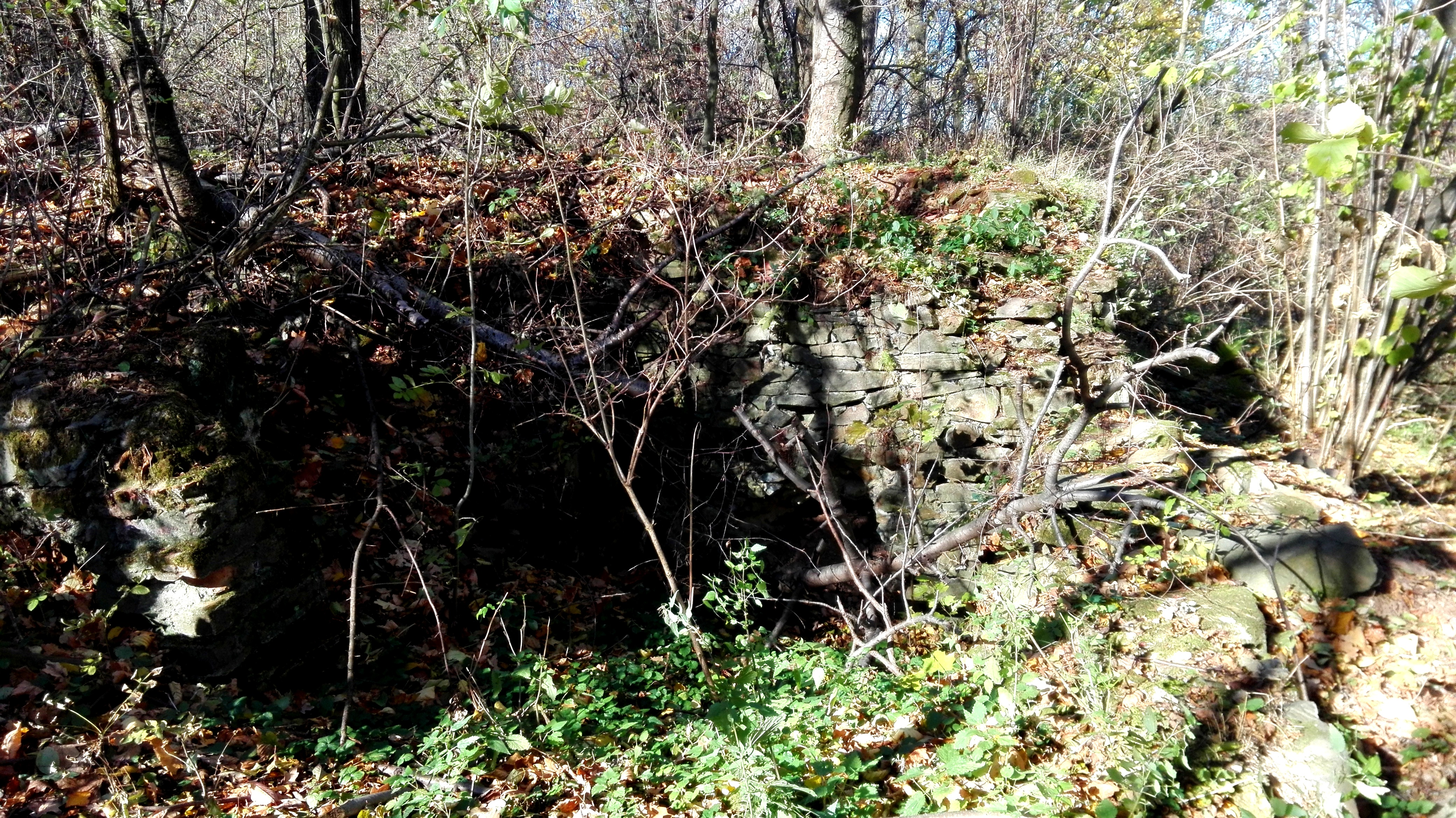